# Parc d'azalées et de rhododendrons de Kromlau

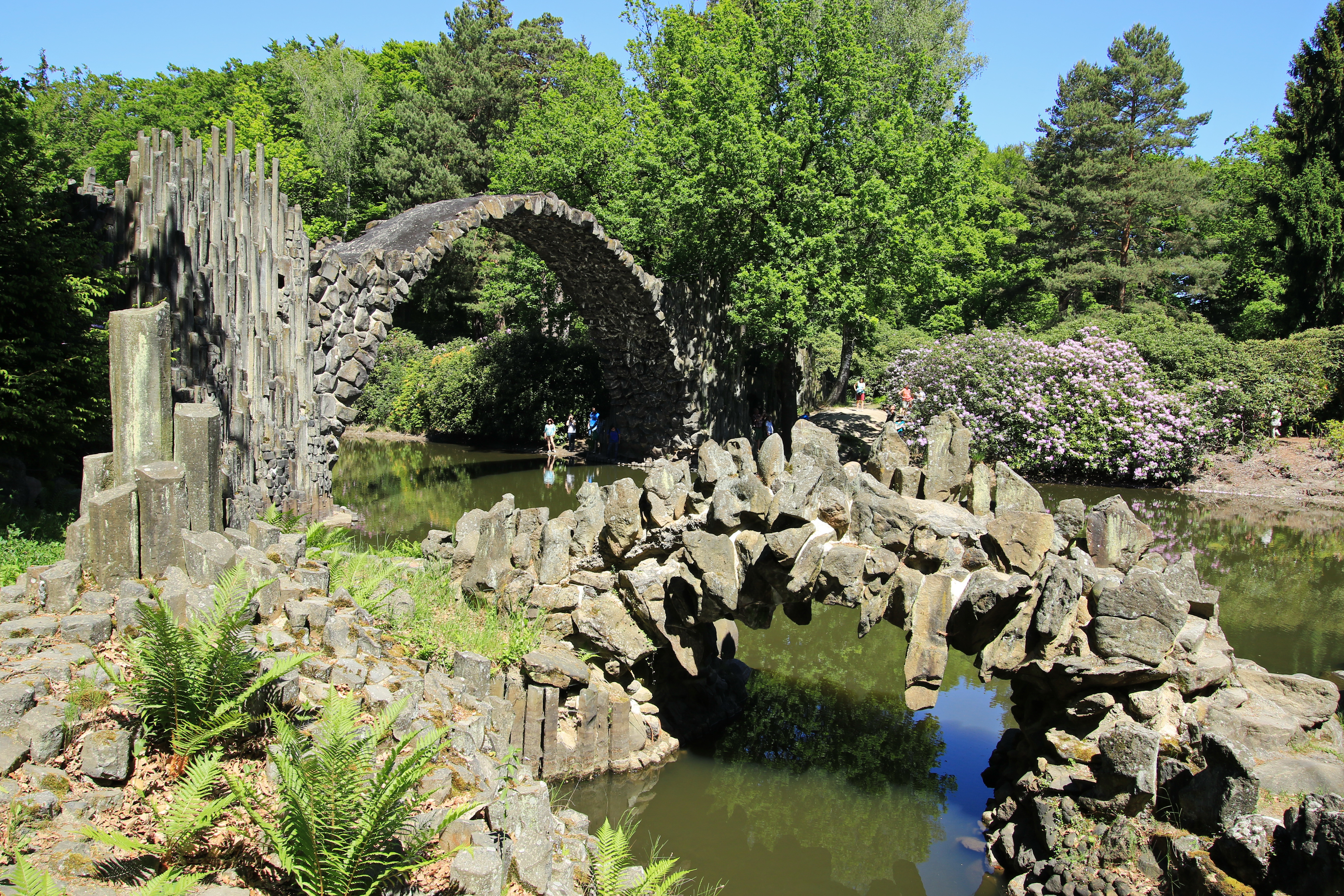
Le Rakotzbrücke de côté

Le Parc d'azalées et de rhododendrons de Kromlau (Azaleen- und Rhododendronpark Kromlau) est un parc paysager couvrant 81 hectares, situé dans la commune de Gablenz, en Allemagne, à moins de 6 kilomètres de la frontière polonaise. Il a été aménagé au XIXe siècle. Il est payant et est accessible en permanence aux visiteurs  
Le parc est un exemple de jardin à l'anglaise, et possède de nombreux petits étangs et lacs. Il est connu pour son Rakotzbrücke (également appelé Teufelsbrücke : Pont du Diable), construit au milieu du XIXe siècle. Le pont a été conçu pour former un cercle presque parfait avec son reflet dans la surface d'eau qu'il enjambe. Endroit prisé par les photographes, le pont est supporté par des colonnes basaltiques artificielles, extraites de carrières éloignées.
Le pont a une longueur de 55 mètres et son point culminant  se situe à 15 mètres. Les Allemands le surnomment souvent "Duschkopfbrücke" ("le pont pommeau de douche") à cause de sa forme en cercle.